# Chomiakówka (Kosów)
Chomiakówka (ukr. Хом'яківка) – dawniej samodzielna wieś na Ukrainie w rejonie czortkowskim należącym do obwodu tarnopolskiego. Odbecnie znajduje się w granicach wsi Kosów, stanowiąc jej odległą wschodnią część nad rzeką Białą.

## Historia
Chomiakówka to dawniej samodzielna wieś, która w połowie XIX w. stanowiła odrębną w gminę jednostkową w Bezirk Budzanów Królestwa Galicji i Lodomerii (137 mieszkańców w 1854 roku). 
W międzywojniu w II RP. 1 sierpnia 1934 r. w ramach reformy na podstawie ustawy scaleniowej weszła w skład nowej zbiorowej gminy Kosów, gdzie we wrześniu 1934 utwotrzyła gromadę Chomiakówka ad Biały Potok. Podczas wojny w gminie Białobożnica.
Po II wojnie światowej włączona w struktury ZSRR, gdzie włączono ją do Kosowa.